# Discographie d'Eskobar
Eskobar est un groupe de rock suédois initialement composé de trois membres, jusqu'en 2008 où Robert Birming quitta le groupe.

## Albums

### Albums studio
| Album                                                                   | Classements         | Classements          | Classements          | Classements            | Chiffres de ventes | Certification |
| Album                                                                   | Drapeau de la Suède | Drapeau de la France | Drapeau de la Suisse | Drapeau de l'Allemagne | Chiffres de ventes | Certification |
| ----------------------------------------------------------------------- | ------------------- | -------------------- | -------------------- | ---------------------- | ------------------ | ------------- |
| 'Til We're Dead - Sortie : 4 septembre 2000 - Label : V2 Records        | 32                  | —                    | —                    | —                      |                    |               |
| There's Only Now - Sortie : 22 octobre 2001 - Label : V2 Records        | 8                   | 36                   | 54                   | —                      |                    |               |
| A Thousand Last Chances - Sortie : 19 juillet 2004 - Label : V2 Records | 10                  | 98                   | 34                   | 71                     |                    |               |
| Eskobar - Sortie : 31 août 2006 - Label : Gibulchi                      | 14                  | —                    | 17                   | —                      |                    |               |
| Death In Athens - Sortie : 6 mars 2008 - Label : Gibulchi               | 24                  | —                    | 41                   | —                      |                    |               |

### Compilations
| Album                                                              | Classements         | Classements          | Classements          | Classements            | Chiffres de ventes | Certification |
| Album                                                              | Drapeau de la Suède | Drapeau de la France | Drapeau de la Suisse | Drapeau de l'Allemagne | Chiffres de ventes | Certification |
| ------------------------------------------------------------------ | ------------------- | -------------------- | -------------------- | ---------------------- | ------------------ | ------------- |
| Singles Collection Volume One - Sortie : 2003 - Label : V2 Records | —                   | —                    | —                    | —                      |                    |               |
| Singles Collection Volume Two - Sortie : 2003 - Label : V2 Records | —                   | —                    | —                    | —                      |                    |               |
| From Past To Present... - Sortie : 2004 - Label : V2 Records       | —                   | —                    | —                    | —                      |                    |               |

## Singles
| Année | Titre              | Meilleure position  | Meilleure position   | Meilleure position   | Meilleure position     | Certifications | Album           |
| Année | Titre              | Drapeau de la Suède | Drapeau de la France | Drapeau de la Suisse | Drapeau de l'Allemagne | Certifications | Album           |
| ----- | ------------------ | ------------------- | -------------------- | -------------------- | ---------------------- | -------------- | --------------- |
| 1999  | On A Train         | —                   | —                    | —                    | —                      |                | 'Til We're Dead |
| 2000  | Good Day For Dying | —                   | —                    | —                    | —                      |                | 'Til We're Dead |
| 2000  | Tumbling Down      | —                   | —                    | —                    | —                      |                | 'Til We're Dead |